# Pensol
Pensol (tiếng Occitan: Pansòu) là một xã của tỉnh Haute-Vienne, thuộc vùng Nouvelle-Aquitaine, miền trung nước Pháp.